# Округ Макук (Јужна Дакота)
Макук (енгл. McCook County) је округ у америчкој савезној држави Јужна Дакота.

## Демографија
По попису из 2010. године број становника је 5.618, што је 214 (-3,7%) становника мање него 2000. године.
| Група             | 2000.         | 2010.         |
| Белци             | 5.731 (98,3%) | 5.451 (97,0%) |
| Афроамериканци    | 3 (0,1%)      | 8 (0,1%)      |
| Азијати           | 12 (0,2%)     | 8 (0,1%)      |
| Хиспаноамериканци | 45 (0,8%)     | 99 (1,8%)     |
| Укупно            | 5.832         | 5.618         |